# 康平街道
康平街道是中华人民共和国吉林省四平市梨树县下辖的一个街道办事处。系2017年由原梨树镇部分地区析置设立。辖区面积14.49平方公里，办事处驻八里庙子村原梨树乡办公楼。

## 行政区划
康平街道下辖以下村级行政区划单位：
康平社区、奉和社区和八里庙子村。